# Pachypappa aigeros
Pachypappa aigeros är en insektsart som beskrevs av Zhang, G.-x. 1997. Pachypappa aigeros ingår i släktet Pachypappa och familjen långrörsbladlöss. Inga underarter finns listade i Catalogue of Life.